# Mistrzostwa Świata w Netballu 1975
Mistrzostwa Świata w Netballu 1975 – 4. mistrzostwa świata w netballu, które odbyły się w Nowej Zelandii, wszystkie mecze zostały rozegrane w największym mieście kraju – Auckland. Po raz trzeci mistrzostwo świata zdobyła drużyna z Australii.

## Zestawienie końcowe zespołów
| Miejsce | Drużyna           |
| ------- | ----------------- |
|         | Australia         |
|         | Anglia            |
|         | Nowa Zelandia     |
| 4       | Trynidad i Tobago |
| 5       | Jamajka           |
| 6=      | Szkocja           |
| 6=      | Walia             |
| 8       | Fidżi             |
| 9       | Irlandia Północna |
| 10      | Singapur          |
| 11      | Papua-Nowa Gwinea |